# Sommer-Paralympics 2024/Teilnehmer (Myanmar)
| stlisierte Goldmedaille | stlisierte Silbermedaille | stlisierte Bronzemedaille |
| ----------------------- | ------------------------- | ------------------------- |
| —                       | —                         | —                         |

Myanmar entsandte einen Athleten zu den Paralympischen Sommerspielen 2024 in Paris. Als Fahnenträger bei der Eröffnungsfeier wurde Pea Soe ausgewählt.

## Teilnehmer nach Sportart

### Leichtathletik
| Athleten | Klassifizierung | Wettbewerb(e) | Zeit/Weite | Rang |
| -------- | --------------- | ------------- | ---------- | ---- |
| Männer   |                 |               |            |      |
| Pea Soe  | T64             | 100 m Vorlauf | 11,89 sek  | 16   |
| Pea Soe  | T64             | 200 m         |            |      |